# Bunchosia fluminensis
Bunchosia fluminensis är en tvåhjärtbladig växtart som beskrevs av August Heinrich Rudolf Grisebach. Bunchosia fluminensis ingår i släktet Bunchosia och familjen Malpighiaceae. Inga underarter finns listade i Catalogue of Life.